# 山本孕江
山本孕江（1893年12月—1947年？）是日本高知縣出身的俳人。日治時代台灣俳句界的中心人物，本名山本昇。

## 經歷
明治26年（1893年）生於高知縣高知市。師事高濱虛子，屬於「ホトトギス派」的俳人。大正3年（1914年）渡台，在高雄擔任海關官員，大正7年（1918年）加入「哨船頭吟社」。大正10年（1921年）移居台北，任台灣教育會囑託，同年在台北創立「ゆうかり社」，創辦俳句雜誌《ゆうかり》（由加利）。此後，主導台灣俳壇直到終戰為止。山本主張揚棄日本內地的季感，以台灣在地的季感，歌詠台灣的風物，創作屬於台灣的「台灣俳句」。昭和11年（1936年）高濱虛子途經台灣，山本和高濱在基隆短暫會面，反對高濱提出的「熱帶季題」。昭和17年（1942年）《山本孕江句集》刊行，由高濱為其撰寫序文。戰後，引揚回日本。

## 著作
- 《ゆうかり俳句集》（共編）
- 《山本孕江句集》